# Sentul (Gading)
Sentul is een bestuurslaag in het regentschap Probolinggo van de provincie Oost-Java, Indonesië. Sentul telt 1769 inwoners (volkstelling 2010).